# Ciste
Cistus
Pour les articles homonymes, voir Ciste (homonymie).
Genre
Classification APG II (2003)
Les cistes  ou cystes sont des arbrisseaux dicotylédones du genre Cistus et de la famille des Cistacées poussant le plus souvent sur le pourtour méditerranéen. Les cistes ont un feuillage persistant et fleurissent entre le printemps et l'été (avril-juin), leurs fleurs sont souvent voyantes, roses ou blanches, à cinq pétales. Ils adorent les sols secs (généralement siliceux mais aussi calcaires) et ensoleillés. De plus ils sont pyrophytes, ayant la particularité de se régénérer facilement et même de se multiplier après les incendies. Ce sont des espèces courantes dans les maquis ou les garrigues méditerranéens.
Classés traditionnellement dans l'ordre des Violales, les cistes appartiennent aujourd'hui à celui des Malvales.

## Étymologie
Le nom cistus a été donné à ces plantes par Joseph Pitton de Tournefort. Il est assez proche des formes utilisées dans l'Antiquité grecque et latine (en grec ancien, κίσθος, et en latin, cisthos chez Pline). « Ciste » est la francisation du grec kistos, « boîte, capsule » qui évoque la forme du fruit.

## Caractéristiques générales
Les arbrisseaux ont une hauteur allant de 30 cm à 1 m. Les racines sont peu développées, superficielles.
Les feuilles sont persistantes, opposées le long des tiges; souvent velues, parfois gluantes, elles sont simples, elliptiques (ou ovales) ou linéaires.
Les fleurs sont solitaires, souvent voyantes, hermaphrodites. Elles comportent cinq pétales, le nombre de sépales étant de trois ou cinq. La floraison à lieu entre le printemps et l'été (avril-juin), chaque fleur ne dure qu'une journée.
Les fruits se présentent sous forme de capsules qui produisent de nombreuses petites  graines disséminées par le vent (anémochorie) ou les animaux (zoochorie) dont la germination, provoquée par des températures estivales élevées et lorsqu'il y a une faible présence de concurrents, favorise la colonisation de milieux secs (garrigues, zones bouleversées par des débroussaillements ou d'anciens champs cultivés abandonnés).
Les cistes sont également pyrophytes : leur germination favorisée par le feu, leur permet de coloniser des zones incendiées lorsque l'intervalle entre les incendies ne dépasse pas trois ans (des feux plus fréquents empêchent la régénération et éliminent ces végétaux des écosystèmes méditerranéens).

## Liste des espèces
On peut classer les espèces de cistes en deux catégories : ceux qui ont des fleurs roses à violettes (parfois rouges), ceux qui ont des fleurs blanches. Le pistil et les étamines sont en revanche jaune-orangé.

### Cistes à fleurs roses
- Cistus albidus L., ciste cotonneux. Reconnaissable à ses feuilles sessiles très duveteuses. Les fleurs roses, très riches en pollens ont toujours un aspect froissé (caractéristique commune à beaucoup de cistes). Elles peuvent atteindre 10 cm de diamètre. C'est le premier ciste à fleurir (dès les premiers jours d'avril).
- Cistus asper Demoly&R.Mesa, endémique des îles Canaries.
- Cistus crispus L., ciste crépu. Assez semblable au précédent, il est plus petit (sous-arbrisseau), ses fleurs ne dépassant pas 3 cm de diamètre.
- Cistus creticus L. var. corsicus (Loisel.) Greuter, le ciste de Crète. L'espèce Cistus creticus (synonyme : Cistus incanus subsp. corsicus (Loisel.) Heywood) est surtout présente en Corse, en Italie et en Méditerranée orientale.
- Cistus creticus L. var. eriocephalus (Viv.) Greuter.
- Cistus horrens Demoly, endémique des îles Canaries.
- Cistus x incanus[6]. La corolle est de couleur mauve à violette. Sa tisane est antivirale et ne permet pas aux virus de développer une résistance ; remède à la grippe aviaire, à la grippe porcine… (voir : wikipedia.de "Graubehaarte Zistrose") : ses polyphénols hautement polymérisés se lient à l'hémagglutinine virale de sorte que le virus ne peut pas se lier avec les récepteurs neuraminiques des cellules hôtes[7].
- Cistus heterophyllus.
- Cistus ocreatus Chr.Sm. ex Buch, endémique des Iles canaries.
- Cistus osbeckiifolius , endémique des Iles Canaries.
- Cistus x purpureus L., ciste pourpre. Ciste à feuilles linéaires, fleurs roses chiffonnées avec des taches pourpres à la base des pétales.
- Cistus parviflorus.

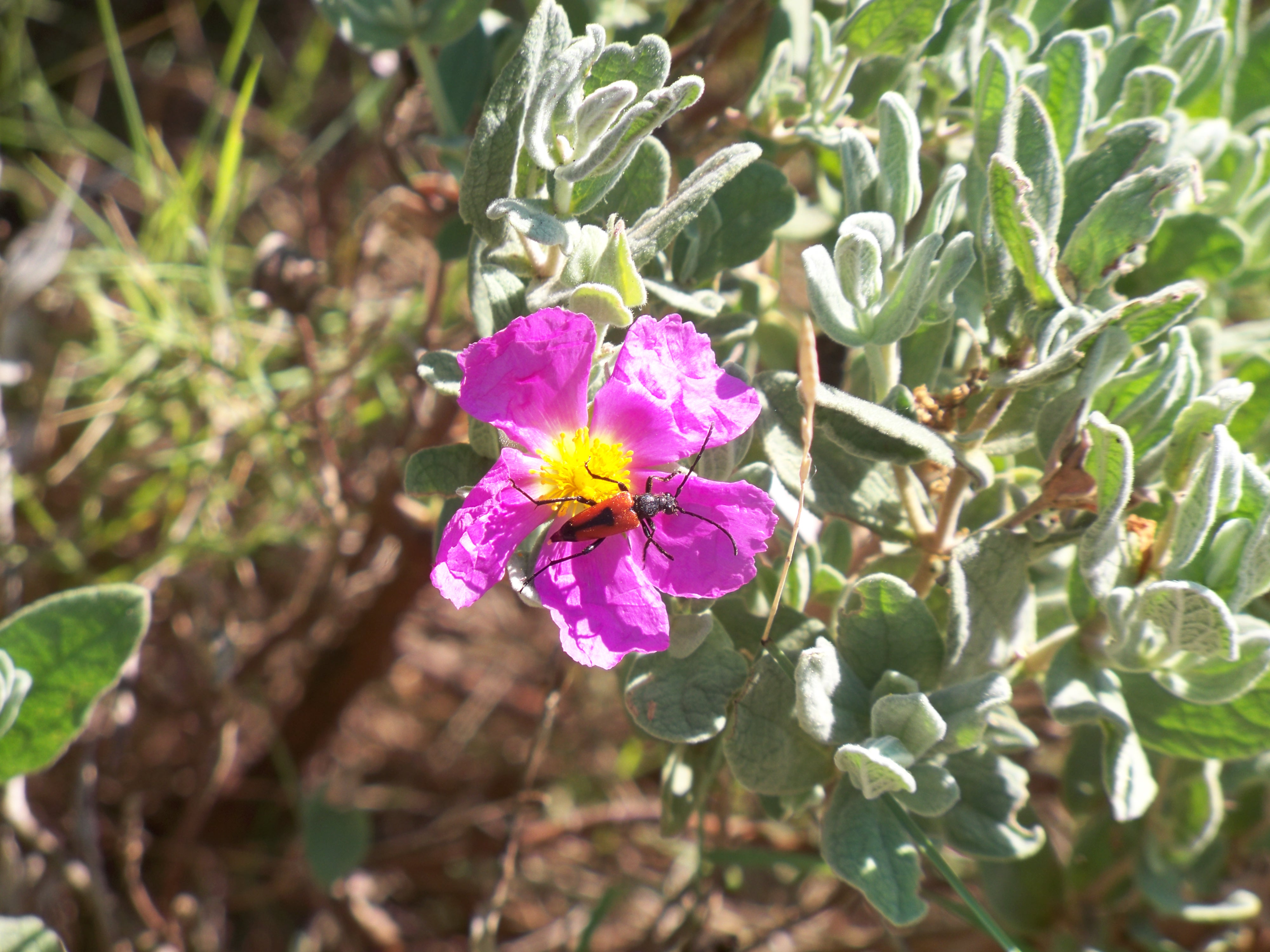
Ciste à fleurs roses dans la garrigue du Pont-du-Gard.
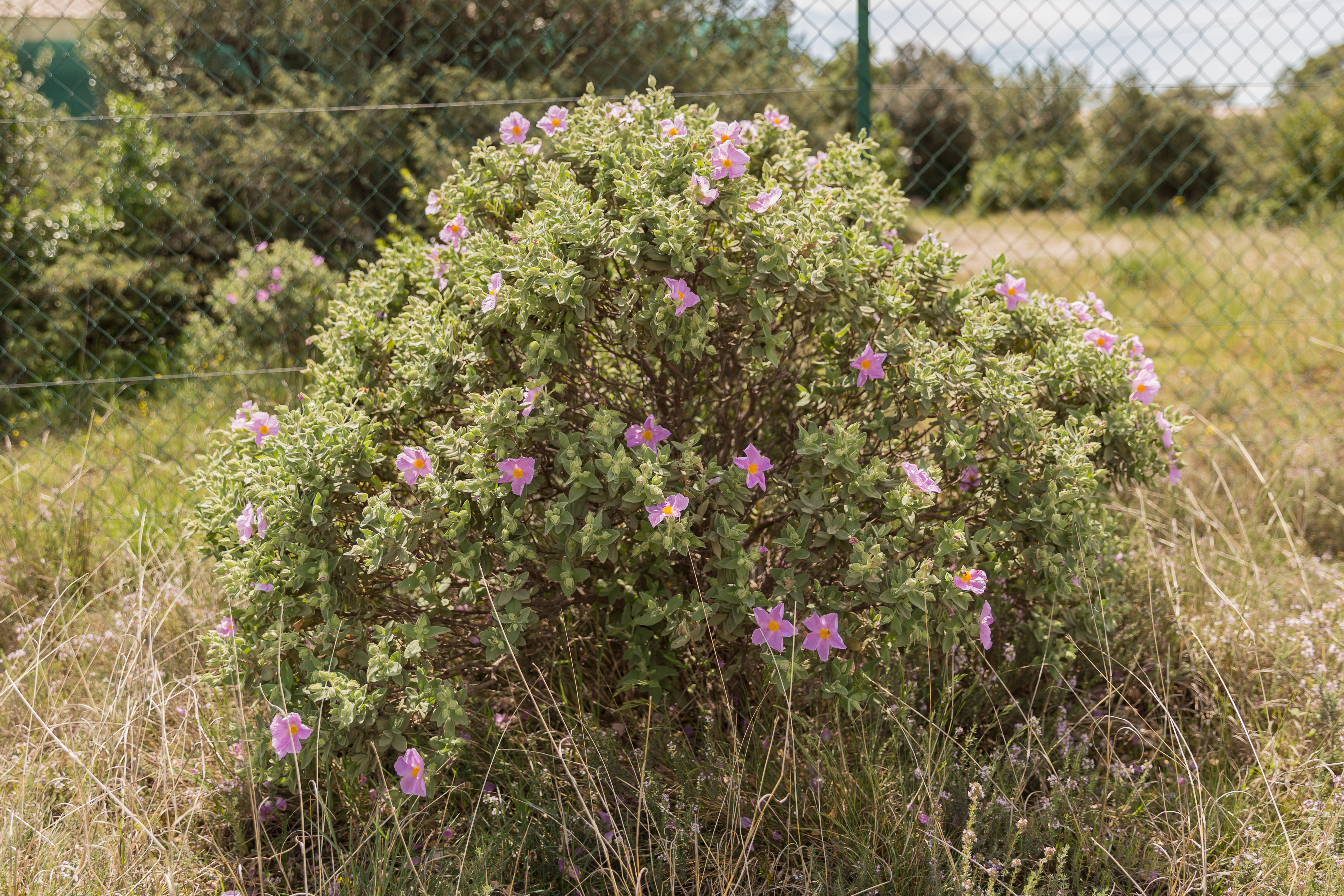
Cistus albidus (Ciste cotonneux).

### Cistes à fleurs blanches
- Cistus monspeliensis, ciste de Montpellier. L'un des cistes les plus fréquents, à feuilles linéaires collantes, sans pétiole net. Les fleurs sont blanches, petites, parfois colorées de jaune à leur base.
- Cistus ladanifer, ciste à gomme. Assez semblable au ciste de Montpellier, il s'en distingue par des taches rouges à la base des pétales, par son calice à trois sépales et par sa taille plus grande. Ses feuilles produisent une gomme (le labdanum ou ladanum) utilisée notamment en parfumerie. On le rencontre surtout en Espagne où il est appelé « jara ». Il est présent en France, par exemple dans les Maures et l'Estérel.
- Cistus laurifolius, ciste à feuilles de laurier. Feuilles nettement pétiolées, assez semblables à celles du laurier. Calice à trois sépales.
- Cistus populifolius, ciste à feuilles de peuplier. Là encore les feuilles sont pétiolées, en forme de cœur à leur base.
- Cistus salviifolius, ciste à feuilles de sauge. L'une des rares espèces qui ne soient pas exclusivement méditerranéennes (on le rencontre jusqu'au Massif Central et dans l'ouest de la France). Les fleurs, blanches au début, deviennent jaunes par dessiccation.
- Cistus clusii, ciste de l´Écluse.
- Cistus munbyi, ciste de Munby.
- Cistus libanotis.
- Cistus sintenisii. ciste de Sintenis.
- Cistus inflatus, synonyme Cistus hirsutus, Cistus psilosepalus. Pousse en Espagne et en Bretagne (Finistère).
- Cistus pouzolzii, ciste de Pouzolz. Espèce endémique des Cévennes ; les fleurs s'ouvrent le matin et les pétales tombent presque aussitôt.
- Cistus grancanariae

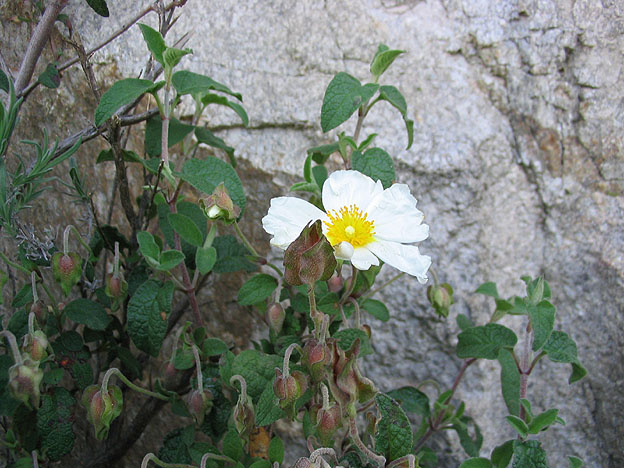
Cistus salviifolius.
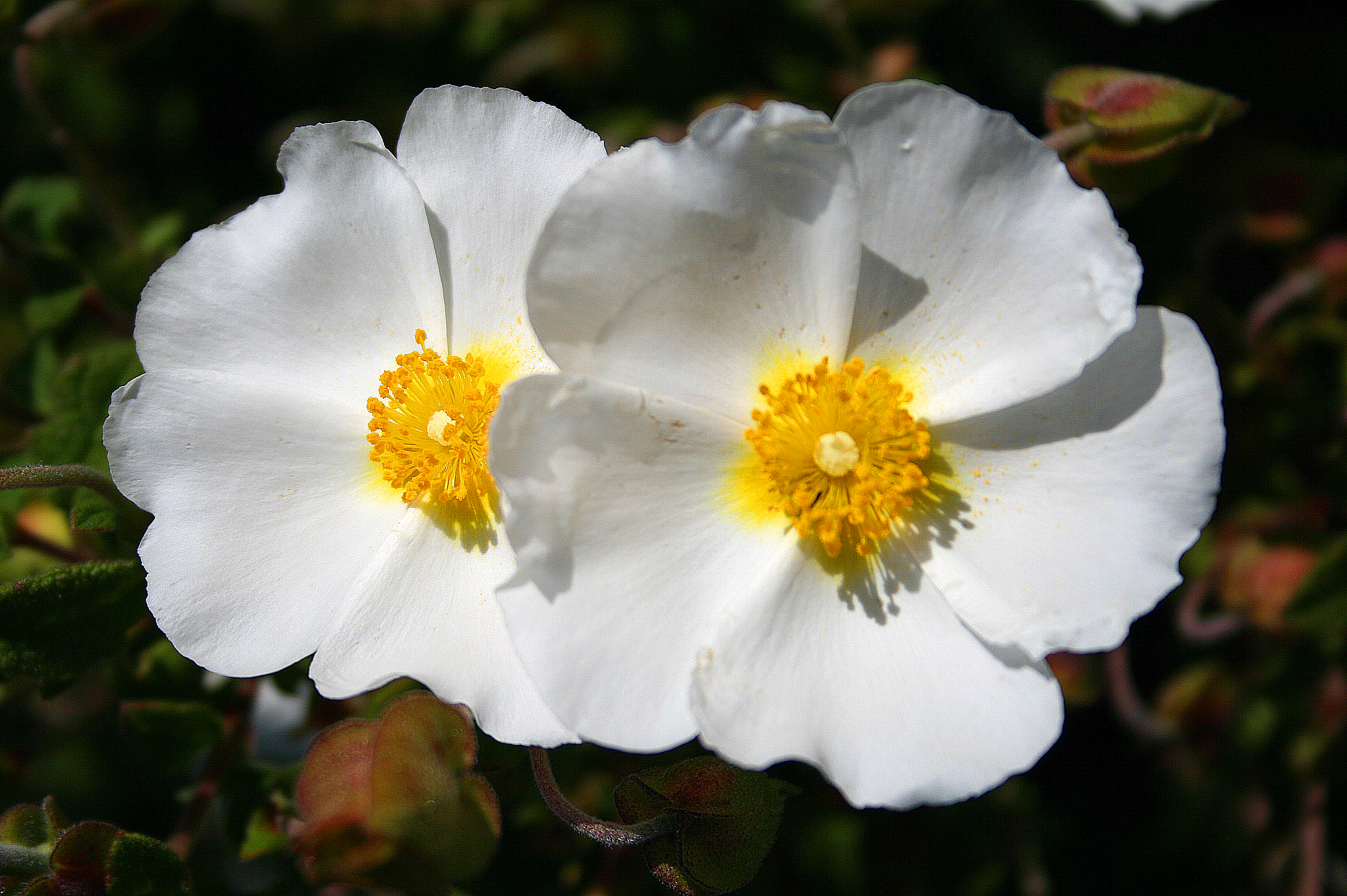
Cistus monspeliensis.
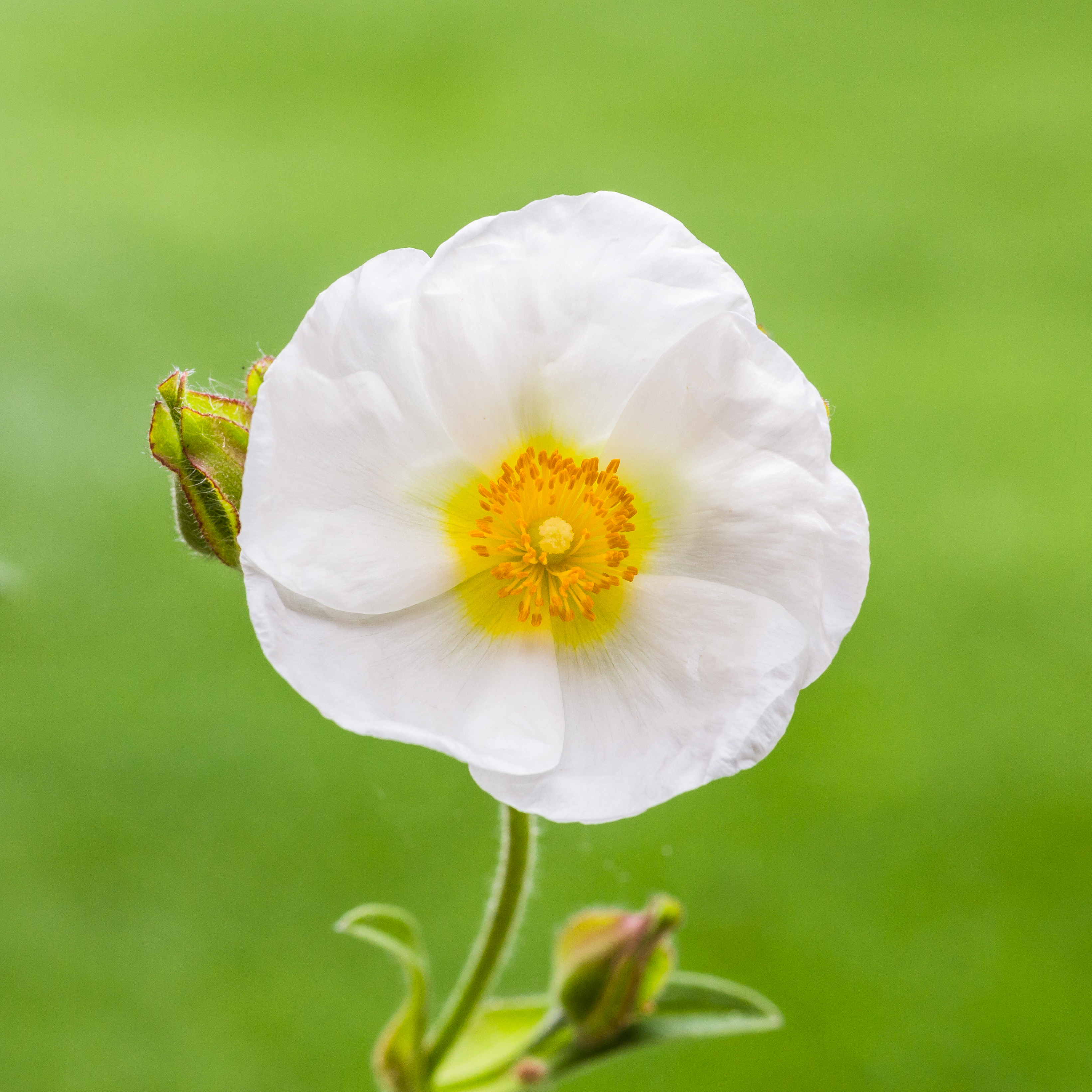
Fleur d'un ciste, aux Pays-Bas.

### Des Cistes hybrides
- - Cistus ×aguilari Pau (= Cistus ladanifer × Cistus populifolius)
  - Cistus ×akamantis Demoly (= Cistus monspeliensis × Cistus parviflorus × Cistus salviifolius)
  - Cistus ×argenteus Dans.. (= Cistus albidus × Cistus creticus × Cistus laurifolius)
  - Cistus ×banaresii Demoly (= Cistus palmensis × Cistus symphytifolius)
  - Cistus ×bornetianus Demoly (= Cistus albidus × Cistus laurifolius)
  - Cistus ×canescens Sweet (= Cistus albidus × Cistus creticus)
  - Cistus ×cebennensis P.Aubin & J.Prudhomme (= Cistus pouzolzii × Cistus salviifolius)
  - Cistus ×chnoodophyllus Demoly (= Cistus chinamadensis × Cistus symphyitifolius)
  - Cistus ×clausonii Font Quer & Maire (= Cistus albidus × Cistus heterophyllus)
  - Cistus ×conradiae Demoly (= Cistus creticus × Cistus monspeliensis)
  - Cistus ×crispatus Dans. (= Cistus creticus × Cistus crispus)
  - Cistus ×crumleyae Demoly (= Cistus creticus × Cistus ocreatus)
  - Cistus ×curvativus Demoly (= Cistus heterophyllus × Cistus ladanifer)
  - Cistus ×cymosus Dunal (= Cistus creticus × Cistus parviflorus)
  - Cistus ×cyprius Lam. (= Cistus ladanifer × Cistus laurifolius)
  - Cistus ×dansereaui P.Silva (= Cistus inflatus × Cistus ladanifer)
  - Cistus ×daveauanus P.Silva (= Cistus albidus × Cistus inflatus)
  - Cistus ×dubius Pourr. (= Cistus laurifolius × Cistus salviifolius)
  - Cistus ×escartianus Demoly (= Cistus creticus × Cistus heterophyllus)
  - Cistus ×fernandesiae P.Silva (= Cistus crispus × Cistus ladanifer)
  - Cistus ×florentinus Lam. (= Cistus monspeliensis × Cistus salviifolius)
  - Cistus ×gardianus Demoly (= Cistus albidus × Cistus creticus × Cistus crispus)
  - Cistus ×glaucifolius Demoly (= Cistus ocreatus × Cistus osbeckifolius)
  - Cistus ×hetieri Verg. (= Cistus ladanifer × Cistus laurifolius × Cistus monspeliensis)
  - Cistus ×heterocalyx Demoly (= Cistus libanotis × Cistus monspeliensis)
  - Cistus ×hybridus Pourr. (= Cistus populifolius × Cistus salviifolius)
  - Cistus ×incanus L. (= Cistus albidus × Cistus crispus). hybride naturel, très souvent, le nom C. incanus était utilisé en ancien temps pour C. creticus.
  - Cistus ×ingwersenii [3]E.F.Warb. (= Cistus inflatus × Cistus umbellatus)
  - Cistus ×latipes Demoly (= Cistus creticus × Cistus parviflorus × Cistus sintenisii)
  - Cistus ×laxus Aiton (= Cistus inflatus × Cistus populifolius).
  - Cistus ×ledon Lam. (= Cistus laurifolius × Cistus monspeliensis)
  - Cistus ×lenis Demoly (= Cistus parviflorus × Cistus sintenisii)
  - Cistus ×lepidocalyx Demoly (= Cistus ladanifer × Cistus libanotis)
  - Cistus ×lucasii Demoly (= Cistus chinamadensis × Cistus creticus)
  - Cistus ×matritensis Carazo & Jiménez Alb. (= Cistus clusii × Cistus ladanifer)
  - Cistus ×mesoensis Demoly (= Cistus monspeliensis × Cistus parviflorus × Cistus sintenisiiflorus)
  - Cistus ×mictocymosus Demoly (= Cistus inflatus × Cistus populifolius × Cistus salviifolius)
  - Cistus ×neyrautii Verg. (= Cistus ladanifer × Cistus monspeliensis × Cistus salviifolius)
  - Cistus ×nigricans Pourr. (= Cistus monspeliensis × Cistus populifolius)
  - Cistus ×oblongiifolius Sweet (= Cistus inflatus × Cistus laurifolius)
  - Cistus ×obtusifolius Sweet (= Cistus inflatus × Cistus salviifolius)
  - Cistus ×oxyphyllus Demoly (= Cistus ocreatus × Cistus symphyitifolius)
  - Cistus ×olivaceus Demoly (= Cistus albidus × Cistus chinamadensis × Cistus creticus × Cistus heterophyllus)
  - Cistus ×pagei Demoly (= Cistus parviflorus × Cistus laurifolius)
  - Cistus ×pauranthus Demoly (= Cistus parviflorus × Cistus salviifolius)
  - Cistus ×penarcleusensis Demoly (= Cistus chinamadensis × Cistus osbeckiifolius)
  - Cistus ×picardianus Demoly (= Cistus albidus × Cistus chinamadensis)
  - Cistus ×platysepalus Sweet (= Cistus inflatus × Cistus monspeliensis)
  - Cistus ×porphyreus Demoly (= Cistus ladanifer × Cistus parviflorus)
  - Cistus ×purpureus Lam. (= Cistus creticus × Cistus ladanifer)
  - Cistus ×ralletii Demoly (= Cistus creticus × Cistus symphytifolius)
  - Cistus ×reghaiensis Batt. (= Cistus heterophyllus × Cistus monspeliensis × Cistus salviifolius)
  - ''Cistus'' ×rodiaei Verg. (= Cistus albidus × Cistus ladanifer)
  - Cistus ×latipes Demoly (= Cistus creticus × cistus parviflorus × Cistus sintenisii)
  - Cistus ×sammonsii Demoly (= Cistus creticus × Cistus lauriifolius)
  - ''Cistus'' ×sahucii (H.J.Coste&Soulié) Janch. (= Cistus salviifolius × Cistus umbellatus)
  - Cistus ×stenophyllus Link (= Cistus ladanifer × Cistus monspeliensis)
  - Cistus ×strigosus Demoly (= Cistus chinamadensis × Cistus creticus × Cistus heterophyllus)
  - Cistus ×tephreus Demoly (= Cistus albidus × Cistus creticus × Cistus heterophyllus)
  - Cistus ×timbalii Demoly (= Cistus albidus × Cistus salviifolius)
  - Cistus ×ultraviolaceus Demoly (= Cistus crispus × Cistus heterophyllus)
  - Cistus ×verguinii Coste & Soulié (= Cistus ladanifer × Cistus salviifolius)

## Utilisations
Plusieurs espèces indigènes sont cultivées comme plantes ornementales. Leurs feuilles sont utilisées comme thé aromatique (Ciste de Crète en Grèce, Ciste cotonneux et Ciste à feuilles de sauge en Algérie). Les graines écrasées du Ciste de Montpellier étaient consommées sous forme de farine en Provence tandis qu'en Catalogne, ses branches servaient à parfumer la viande et les châtaignes grillées. Les feuilles séchées pouvaient servir de tabac aux bergers du Luberon.

### Le labdanum

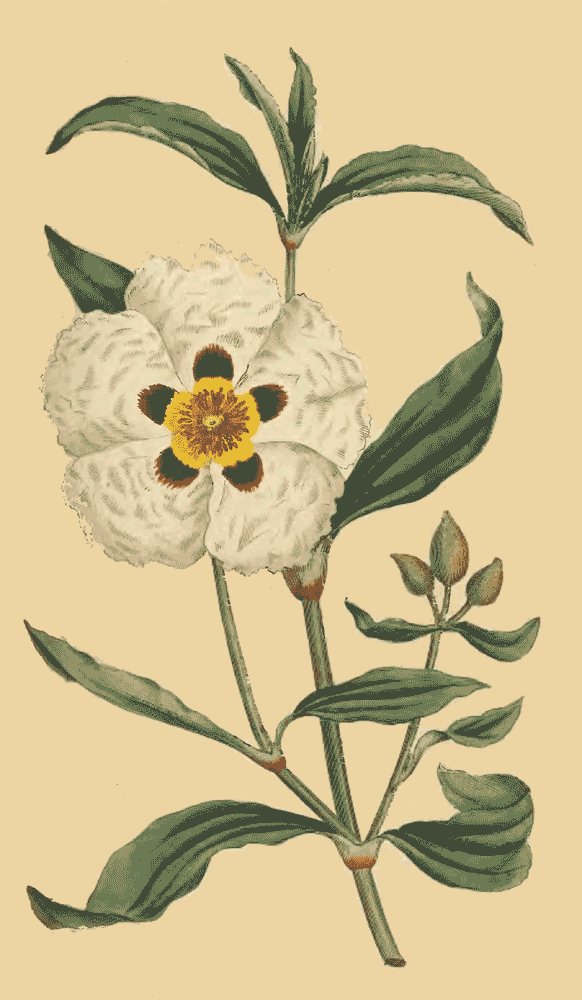
Cistus ladaniferus.

Le labdanum, également appelé ladanum (à ne pas confondre avec le laudanum), est une gomme produite par les feuilles et les rameaux de Cistus ladaniferus, Cistus creticus et Cistus cyprius. L'essence obtenue entre dans la composition des parfums appartenant aux familles des chyprés ou des ambrés, comme note de fond (c'est un des rares végétaux à posséder des notes animales). On recueille la gomme par immersion des rameaux feuillus dans de l'eau chaude carbonatée. De cette gomme, on extrait le résinoïde labdanum à l'aide d'éthanol. Le labdanum et l'eau florale de ciste ladanifère peuvent aussi être utilisés en médecine, pour leurs propriétés stimulantes, hémostatiques, cicatrisantes et antirides.